# Gare d'Ussel
La gare d'Ussel est une gare ferroviaire française de la ligne du Palais à Eygurande - Merlines, située sur le territoire de la commune d'Ussel, dans le département de la Corrèze, en région Nouvelle-Aquitaine.

## Situation ferroviaire
Établie à 631 mètres d'altitude, la gare d'Ussel est située au point kilométrique (PK) 496,597 de la ligne du Palais à Eygurande - Merlines, entre les gares ouvertes de Meymac et d'Eygurande - Merlines. Elle est séparée de Meymac par la gare aujourd'hui fermée d'Alleyrat - Chaveroche.
La gare était aussi le terminus de la ligne de Busseau-sur-Creuse à Ussel au PK 467,793. Cette ligne est désormais déclassée entre Felletin et Ussel.

## Histoire
La gare d'Ussel est mise en service le 19 septembre 1880, avec la ligne qui relie Tulle à Ussel. Le 6 juin 1881, c'est au tour de la ligne Clermont – Ussel d'être ouverte.
Jusqu'en 2008 et à la fermeture de la ligne Montluçon – Ussel, Ussel est reliée à Paris-Austerlitz par un aller-retour hebdomadaire en train Corail (Paris – Ussel le vendredi et Ussel – Paris le dimanche).
Depuis le dimanche 6 juillet 2014, la gare d'Ussel est devenue une gare terminus ; la ligne en direction de Clermont-Ferrand est suspendue pour des raisons de sécurité. Entre Ussel et Clermont-Ferrand, une substitution par autocar est proposée.
| 2015   | 2016   | 2017   | 2018   | 2019   | 2020   | 2021   | 2022   | 2023   |
| ------ | ------ | ------ | ------ | ------ | ------ | ------ | ------ | ------ |
| 70 375 | 59 892 | 61 827 | 50 999 | 55 008 | 43 557 | 57 636 | 73 875 | 62 274 |

## Service des voyageurs

### Accueil
Gare SNCF, elle dispose d'un bâtiment voyageurs avec guichets, ouverts tous les jours. Elle dispose également d'automates pour l'achat de titres de transport.
C'est une gare « Accès Plus », pour l'accès des personnes à mobilité réduite.
La gare a été équipée de quelques panneaux bilingues en français et en occitan.

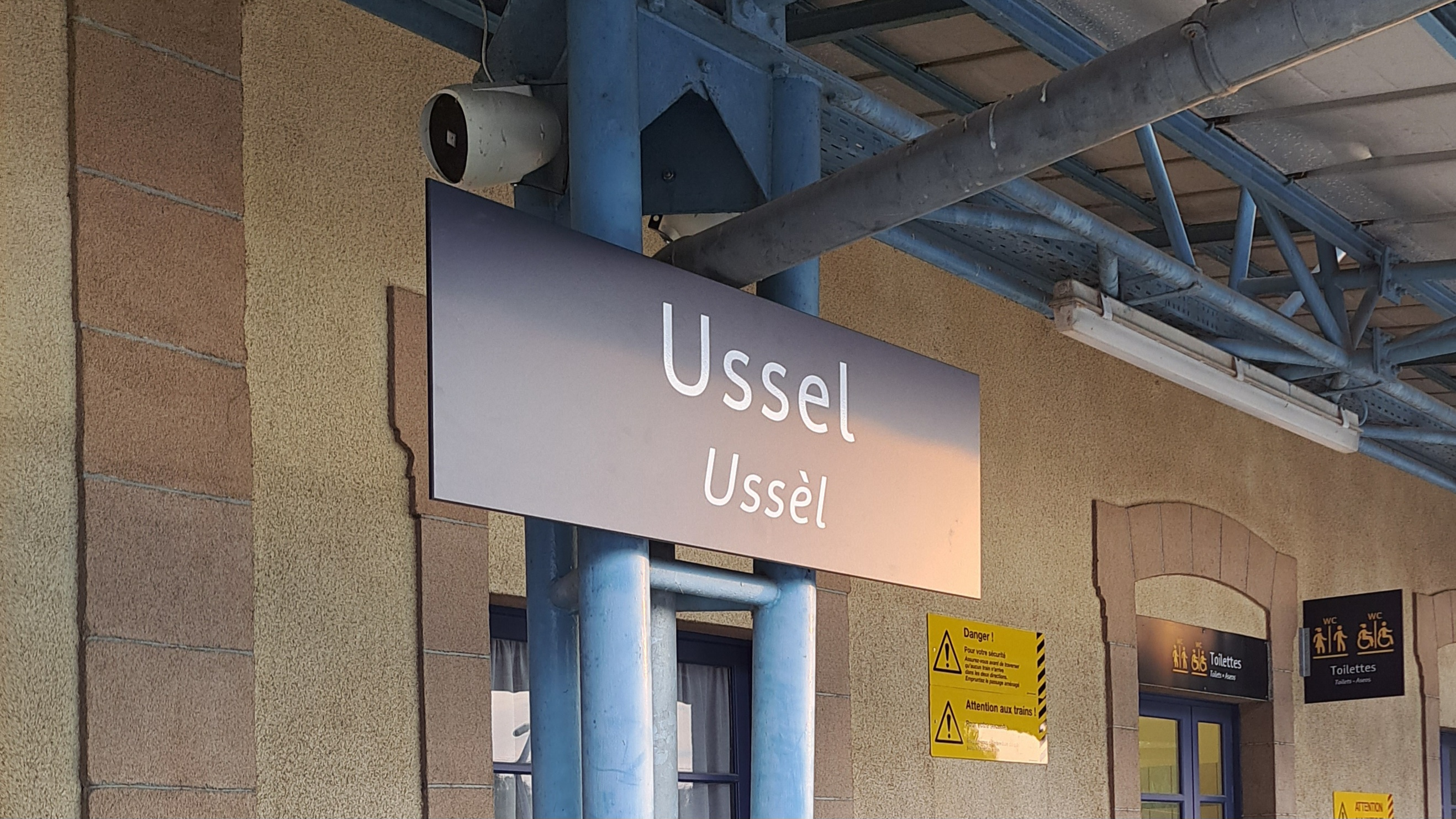
Signalisation voyageur bilingue français/occitan.

### Desserte
La gare d'Ussel est desservie par des trains du réseau TER Nouvelle-Aquitaine, qui circulent sur la ligne L26 entre les gares de Limoges-Bénédictins et Ussel et la ligne L27 entre les gares de Brive-la-Gaillarde et Ussel.
La gare dispose de deux voies à quai, rendues accessibles aux personnes à mobilité réduite à l'été 2023.

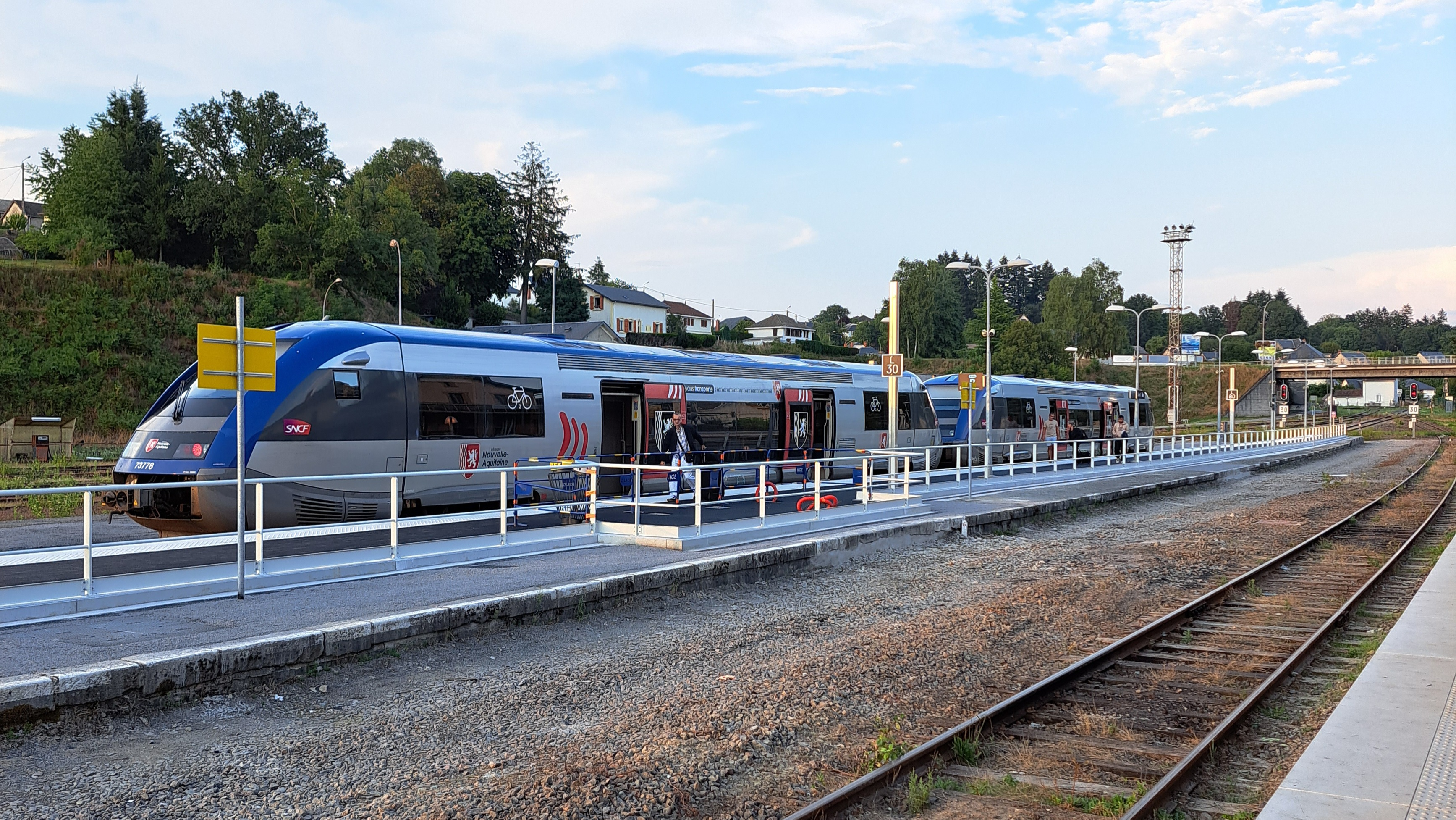
Train en provenance de Limoges, composé de deux autorails X73500, stationnant sur la voie B.

### Intermodalité
Un parking et un parc à vélos sont disponibles à ses abords.
La gare est desservie par la ligne P46 des Cars Région d'Auvergne-Rhône-Alpes (liaison d'Ussel à Clermont-Ferrand) et par la ligne routière R16 de Nouvelle-Aquitaine (liaison d'Ussel à Bort-les-Orgues).